# Trypogeus

Trypogeus (лат.) — род жуков-усачей из подсемейства Dorcasominae. Юго-Восточная Азия.

## Описание
Среднего размера жуки-усачи (длина самцов 1—2 см), желтовато-коричневого цвета. Передняя часть головы с коротким рострумом. Длинные выступающие нижние челюсти, изогнутые на вершине, внутренний край левой нижней челюсти выемчатый и без зубца, тогда как край правой нижней челюсти прямой с острым зубцом посередине. Шея за глазами не суженная и не выпуклая. Очень длинные нижнечелюстные щупики, заходящие за вершину нижних челюстей. Глаза умеренно крупнофасеточные. Усики достигают или превышают вершину надкрылий у самцов, короче у самок, прикрепление перед глазами. Переднеспинка субцилиндрическая, на уровне боковых выступов немного шире, чем длина, у самок поперечная, передняя граница тонкая и простая, задняя — выемчатая и окаймленная. Дискальная область мелко пунктирована, с четырьмя или пятью бугорками. Очень короткая широкая переднегрудь, межкоксальный отросток очень узкий и расширен кзади. Прококсальные впадины округлые, хорошо расширяются в стороны, почти доходят до бокового выступа переднеспинки. Передние тазики конические и выступающие. Бока переднеспинки с небольшой каймой перед бугорками. Мезококсы ближе друг к другу у самцов и шире разделены мезостернальным отростком у самок. Щиток треугольной формы с закругленной вершиной.
Надкрылья не очень длинные, уплощённые и сильно суженные посередине, немного расщепляющиеся на вершине. У самок надкрылья обычно не покрывают брюшко и оставляют некоторые терминальные сегменты живота открытыми, особенно когда он набух от яиц. Эпиплевры хорошо отграничены и уплощены. Крылья есть и хорошо развиты как у самцов, так и у самок; они полупрозрачные и несколько затемненные, радиальная ячейка закрытая, анальная ячейка открытая, с упрощенным жилкованием. Ноги короткие, стройные, бедра расширены посередине, голени прямые и расширенные на вершине. Метатарзусы самок сильно расширены, особенно первые два тарсомера, которые шире вершины голеней. Короткие узкие надкрылья с длинными тонкими заостренными парамерами, несущими около шести длинных золотистых апикальных щетинок. Покровы обычно жёлтые, с темной каймой надкрылий у некоторых видов. Самцы более тёмные и обычно часть переднегруди и ноги чёрные, тогда как ноги самок всегда жёлтые. Усики бурые и желтоватые, с последними члениками обычно почти белые.

## Классификация
Род был впервые описан в 1869 году, а его валидность подтверждена в 2015 году в ходе родовой ревизии, проведённой испанским энтомологом Эдуардом Вивесом (Eduard Vives, Museu de Ciuències Naturals de Barcelona, Террасса, Испания).
- Trypogeus albicornis Lacordaire, 1869typus
- Trypogeus aureopubens (Pic, 1903)
- Trypogeus barclayi Vives, 2007
- Trypogeus cabigasi Vives, 2005
- Trypogeus coarctacus Holzschuh, 2006
- Trypogeus fuscus Nonfried, 1894
- Trypogeus gressitti Miroshnikov, 2014
- Trypogeus guangxiensis Miroshnikov & Liu, 2016[5]
- Trypogeus javanicus Aurivillius, 1924
  - = Trypogeus apicalis Fisher, 1936
- Trypogeus murzini Miroshnikov, 2014
- Trypogeus pygmaeus Miroshnikov, 2018
- Trypogeus sericeus (Gressitt, 1951)
- Trypogeus superbus (Pic, 1922)
- Trypogeus taynguyensis Miroshnikov, 2018
- Trypogeus tonkinensis Miroshnikov, 2018